# Liste der Monuments historiques in Henridorff
Die Liste der Monuments historiques in Henridorff führt die Monuments historiques in der französischen Gemeinde Henridorff auf.

## Liste der Objekte
| Bezeichnung                | Beschreibung | Standort                       | Kennzeichnung | Schutzstatus   | Datum     | Bild |
| -------------------------- | --- | ------------------------------ | ------------- | -------------- | --------- | ---- |
| Orgel                      | Ensemble aus PM57001085 und PM57000526                                                                              | in der Kirche Ste-Croix (Lage) | PM57000728    | Inscrit Classé | 1986 1993 |      |
| Orgelprospekt              | 1820 von Jean Frédéric I. Verschneider für die Kirche in Rohrbach-lès-Bitche gebaut; 1899 nach Henridorff umgesetzt | in der Kirche Ste-Croix (Lage) | PM57001085    | Inscrit        | 1986      |      |
| Instrumentalteil der Orgel | 1820 von Jean Frédéric I. Verschneider für die Kirche in Rohrbach-lès-Bitche gebaut; 1899 nach Henridorff umgesetzt | in der Kirche Ste-Croix (Lage) | PM57000526    | Classé         | 1993      |      |